# Затишье (Костромская область)
Зати́шье — хутор в Костромском районе Костромской области. Входит в состав Самсоновского сельского поселения.

## География
Хутор находится в юго-западной части Костромской области, на правом берегу реки Кубань, на расстоянии 20 км к югу от города Кострома, административного центра района и области.

### Часовой пояс
Хутор Затишье, как и вся Костромская область, находится в часовой зоне МСК (московское время). Смещение применяемого времени относительно UTC составляет +3:00.

## Население
| 2008 | 2010 | 2014 |
| ---- | ---- | ---- |
| 0    | →0   | →0   |